# Scintigrafia miocardica
La scintigrafia miocardica è un esame diagnostico che viene utilizzato per cercare possibili anomalie nella perfusione del miocardio sotto stress (con opportuni test di provocazione) e a riposo. Il maggior campo di utilizzo riguarda la cardiopatia ischemica (infarto del miocardio, angina pectoris) dove serve spesso per fornire indicazioni all'esecuzione di una coronarografia, e se necessario di un'angioplastica coronarica; ma è utilizzata anche per altre indicazioni cardiologiche.
Per comprendere meglio l'argomento, è bene leggere anche le voci circolazione coronarica, infarto miocardico e cuore.

## Test provocativi
Sono test che permettono lo studio della riserva coronarica, cioè della capacità dei vasi coronarici di compensare a un aumento delle richieste metaboliche mediante un aumento del flusso ematico (il cuore estrae tutto l'ossigeno disponibile già a riposo, quindi per fornirne una quota aggiuntiva l'unica soluzione possibile è aumentare il flusso). La scintigrafia miocardica consente di rilevare non solo l'entità di tale parametro, ma anche le sedi cardiache in cui questo è alterato e la reversibilità di suddette alterazioni a riposo. Il test di provocazione più immediato da eseguire è il test da sforzo; condotto facendo eseguire al paziente uno sforzo fisico (ad esempio facendolo pedalare in una cyclette), ma a volte questo non può essere praticato. In tali casi esiste la possibilità di simulare lo sforzo fisico mediante la somministrazione di alcuni farmaci, che provocano un aumento del flusso coronarico anche in condizioni di riposo. Il farmaco usato più spesso in questi casi è il dipiridamolo, ma si possono usare anche l'adenosina, il regadenoson (un agonista selettivo dei recettori A2A dell'adenosina) e la dobutamina. La stanza dove vengono eseguiti questi test è munita in ogni caso di attrezzatura da pronto soccorso da utilizzare in caso di pericolo per il paziente.

### Test da sforzo
SI esegue facendo eseguire al paziente uno sforzo che viene man mano incrementato. Lo sforzo aumenta la domanda di ossigeno cardiaca e questa provoca un aumento del flusso coronarico. Se possibile, il test andrebbe eseguito in maniera tale da esplorare adeguatamente questo parametro (in tal caso si dice che lo sforzo è stato massimale). Per definire questo limite esistono dei valori di frequenza cardiaca specifici per l'età del paziente; nel test massimale viene raggiunto almeno l'85% del valore cercato (220 − età del paziente [anni]) senza comparsa di sintomi o segni di ischemia, senza calo della pressione sistolica <20 mmHg dal valore basale o di modificazioni dell'elettrocardiogramma. Se il test non raggiunge tale soglia, la sua sensibilità diminuisce. Raggiunto il massimo sforzo, questo viene mantenuto per almeno 90 secondi dopo la somministrazione del radiofarmaco [vedi dopo]. Questo lasso di tempo consente il crearsi della differenza di flusso fra le aree ischemiche e quelle sane.
Per eseguire adeguatamente il test, è necessario che il paziente abbia sospeso le terapie con beta bloccanti a lunga emivita per 4 giorni, con beta bloccanti a breve emivita e/o calcio antagonisti per 48 ore e 24 ore per i nitrati. In quanto questi farmaci possono alterare le immagini. Il differente tempo di sospensione è dovuto alle differenze di emivita di queste molecole. La terapia con questi farmaci viene comunque mantenuta nel caso serva a proteggere il paziente durante il test.
Questo test è sempre quello di prima scelta, in quanto è quello che più simula la realtà clinica del paziente. In alcuni casi può non essere eseguito; ad esempio se il paziente non è in grado di muoversi (o pedalare), così come nel caso questo non collabori, presenti aneurisma dell'aorta o claudicatio intermittens, oppure nei casi in cui non si raggiunga un buon end point. Altresì non si può eseguire nel caso l'elettrocardiogramma non sia valutabile (come nei portatori di pacemaker o in pazienti affetti da blocco di branca sinistro)
In caso di malattia multivasale può verificarsi il fenomeno della stenosi dominante. In sostanza l'esame in tali casi consentirà di distinguere solo la stenosi di grado maggiore (denominata culprit lesion), nascondendo le altre in quanto questa mostrerà prima i segni della sua presenza, facendo interrompere il test.
| tipologia di farmaci                                 | tempo di sospensione |
| ---------------------------------------------------- | -------------------- |
| beta bloccanti a lunga emivita:                      | 4 giorni             |
| calcio antagonisti e beta bloccanti a breve emivita: | 48 ore               |
| nitrati:                                             | 24 ore               |

| controindicazione                                                                        | controindicazioni (assolute e relative) al test |
| ---------------------------------------------------------------------------------------- | --- |
| terapia coronaroattiva non sospesa (con sospensione pianificata, vedi tabella sopra)     | ha effetto su tutti i test: betabloccanti abbassano la frequenza cardiaca e inibiscono l'azione della dobutamina, i nitrati e i calcioantagonisti provocano dilatazione arteriolare e alcuni di questi (es. verapamil) influenzano anche la contrattilità miocardica. |
| impossibilità ad eseguire lo sforzo                                                      | test da sforzo |
| impossibilità a raggiungere l'end-point previsto sotto sforzo o claudicatio intermittens | test da sforzo |
| elettrocardiogramma di base non valutabile                                               | test da sforzo |
| stenosi o aneurisma dell'aorta                                                           | test da sforzo e dobutamina |
| ipertensione mal controllata                                                             | test da sforzo e dobutamina |
| Asma o BPCO                                                                              | dipiridamolo ed adenosina |
| glaucoma ed iperplasia prostatica                                                        | dobutamina |
| blocco atrio-ventricolare                                                                | dipiridamolo ed adenosina |
| forte ipotensione (<100 mmHg)                                                            | dipiridamolo ed adenosina |
| assunzione di derivati teofillinici                                                      | dipiridamolo ed adenosina |
| evento ischemico cerebrale recente e grave arteriosclerosi carotidea                     | dipiridamolo ed adenosina |
| gravi aritmie in anamnesi                                                                | dobutamina |

### Test con dipiridamolo e con adenosina
Questi test esplorano la riserva coronarica senza aumentare la domanda di ossigeno, in pratica questi farmaci provocano un globale aumento di flusso in tutti i distretti tranne in quelli coi vasi afferenti stenotici (il meccanismo di base è lo stesso nei due casi e consiste in una vasodilatazione indotta dall'adenosina che agisce sull'endotelio vasale. Il dipiridamolo, essendo un inibitore del reuptake della sostanza precedente, agisce con analogo effetto). Le immagini quindi mostreranno le aree stenotiche come relativamente meno perfuse delle altre. Questa tipologia di esame ha il notevole vantaggio di non provocare ischemia da aumentata domanda al contrario del test da sforzo (può comunque provocare ischemia "da furto", dovuta al fatto che i vasi dilatati, aumentando il proprio afflusso di sangue, possono privarne le aree stenotiche). Il fenomeno del furto può avvenire sia "verticalmente" (col subendocardio meno perfuso delle aree più superficiali) sia orizzontalmente per deviazione del flusso verso aree a più bassa resistenza. Altro vantaggio di questa tipologia di test è quella di risentire in maniera differente (vedi tabella) della terapia coronaroattiva, così come essere meno influenzato del fenomeno della stenosi dominante descritto prima. Alla fine del test viene somministrata aminofillina al paziente come antidoto al dipiridamolo, in modo da bloccarne gli effetti. Le controindicazioni sono: asma e BPCO (in quanto questi farmaci influenzano i beta agonisti somministrati per trattare queste patologie), un evento ischemico cerebrale recente (la vasodilazione indotta dal farmaco avviene anche a livello cerebrale), il blocco atrio-ventricolare (perché viene accentuato da questi farmaci), una forte ipotensione (<100 mmHg). Nel caso vengano somministrati questi farmaci è anche opportuno che il paziente non assuma teofillina (contenuta nel tè) o sostanze simili come la caffeina contenuta nel caffè così come nel cioccolato (anche le poche tracce presenti nel prodotto "decaffeinato" possono disturbare i risultati dell'esame).

### Test con dobutamina
È un test utilizzato nel caso i pazienti non possano eseguire i due precedenti. Si esegue somministrando la dobutamina che ha effetto inotropo positivo a basse dosi (aumenta la contrattilità cardiaca in quanto è un simpaticomimetico) mentre ad alte dosi aumenta la frequenza cardiaca ed agisce da vasocostrittore. Se necessario si somministra anche atropina (un parasimpaticolitico) così da accentuarne l'effetto. Gli antidoti utilizzati più spesso sono l'atenololo e il propranololo (simpaticolitici). Questo test è simile al test da sforzo, infatti l'aumento della perfusione è provocato da un aumento della domanda di ossigeno cardiaca. Questo farmaco in alcuni soggetti può dare crisi ipertensive o aritmie, quindi è sempre consigliato un attento monitoraggio del paziente, inoltre questo test non è preferibile nei pazienti affetti da glaucoma o iperplasia prostatica in quanto i farmaci usati per trattare tali patologia inibiscono l'azione dell'atropina.

## I traccianti
I traccianti sono sostanze radioattive con differenti caratteristiche che dipendono dalla loro struttura chimica. Nella scintigrafia miocardica questi composti vengono iniettati al paziente e, una volta arrivati al cuore, vengono captati (con differenti meccanismi) dalle cellule cardiache. Di conseguenza, tale captazione sarà direttamente proporzionale al flusso ematico che raggiunge tali cellule. Queste sostanze sono: il tallio 201 cloruro e i traccianti tecneziati.

### 201Tl-Cl
Si ritiene che il tallio-201 entri nelle cellule pompato attivamente nel citosol tramite la pompa sodio-potassio – entra "mimando" il potassio (K+), in quanto di norma lo ione talloso ha una carica positiva. La captazione è influenzata sia dal flusso ematico regionale sia dalla vitalità del tessuto cardiaco (in quanto la pompa sodio-potassio richiede ATP per funzionare) Mimando il potassio, questo ione una volta trasportato nella cellula, può anche uscire dopo un po' di tempo, fino al raggiungimento di uno stato di equilibrio col liquido extracellulare. Questa caratteristica consente di valutare la riserva coronarica in un'unica somministrazione fatta subito dopo il test di provocazione (al contrario dei traccianti tecneziati). Dapprima infatti si osserverà accumulo del farmaco in tutte le aree irrorate – le aree necrotiche, senza vascolarizzazione significativa, non capteranno nulla –, mentre successivamente il fenomeno della ridistribuzione descritto prima farà in modo – nei tessuti ben irrorati – che il farmaco da questi venga portato via, lasciando captanti le aree con stenosi in cui questo processo è più lento. Tuttavia, nonostante questi vantaggi, i traccianti tecneziati sono anche molto usati in quanto il tallio non è sempre disponibile in urgenza, inoltre presenta caratteristiche farmacocinetiche, di energia del fotone gamma emesso e di emivita non ottimali.

### Traccianti tecneziati
Sono molecole che incorporano al loro interno un atomo di tecnezio-99m radioattivo. Le principali utilizzate sono il sestamibi e la tetrafosmina. Anche queste molecole hanno una carica positiva, ma si accumulano nel miocardio con un meccanismo differente dal tallio, sono in grado di attraversare la membrana plasmatica dei miocardiociti per diffusione passiva e per gradiente elettrochimico, e successivamente di accumularsi nella superficie dei mitocondri carica negativamente sfruttando la loro carica positiva. Una volta dentro, al contrario del tallio, queste molecole rimangono intrappolate; quindi è impossibile fare studi di perfusione con un'unica somministrazione. Il farmaco viene quindi somministrato 2 volte, in protocolli che possono essere a singola o a doppia giornata, a seconda del centro entro cui sono eseguiti. Esistono comunque altri traccianti neutri in grado di accumularsi a livello mitocondriale, probabilmente tramite interazione diretta con qualche componente di questi organelli cellulari.

## Acquisizione delle immagini
Per ottenere le immagini si usa una gamma camera a singola, o meglio a doppia testata per una migliore acquisizione con tecnica SPECT. Spesso nell'elaborazione delle immagini viene anche eseguita una correzione per l'attenuazione (che permette di stimare la perdita di fotoni dovuta all'impatto di questi con le strutture corporee e con l'ambiente di acquisizione) e il gating, ossia la sincronizzazione dell'input che arriva dalla gamma camera con l'ECG. Quest'ultima caratteristica dell'esame è utile per studiare anche la cinesi ventricolare, oltre che per ridurre gli artefatti.

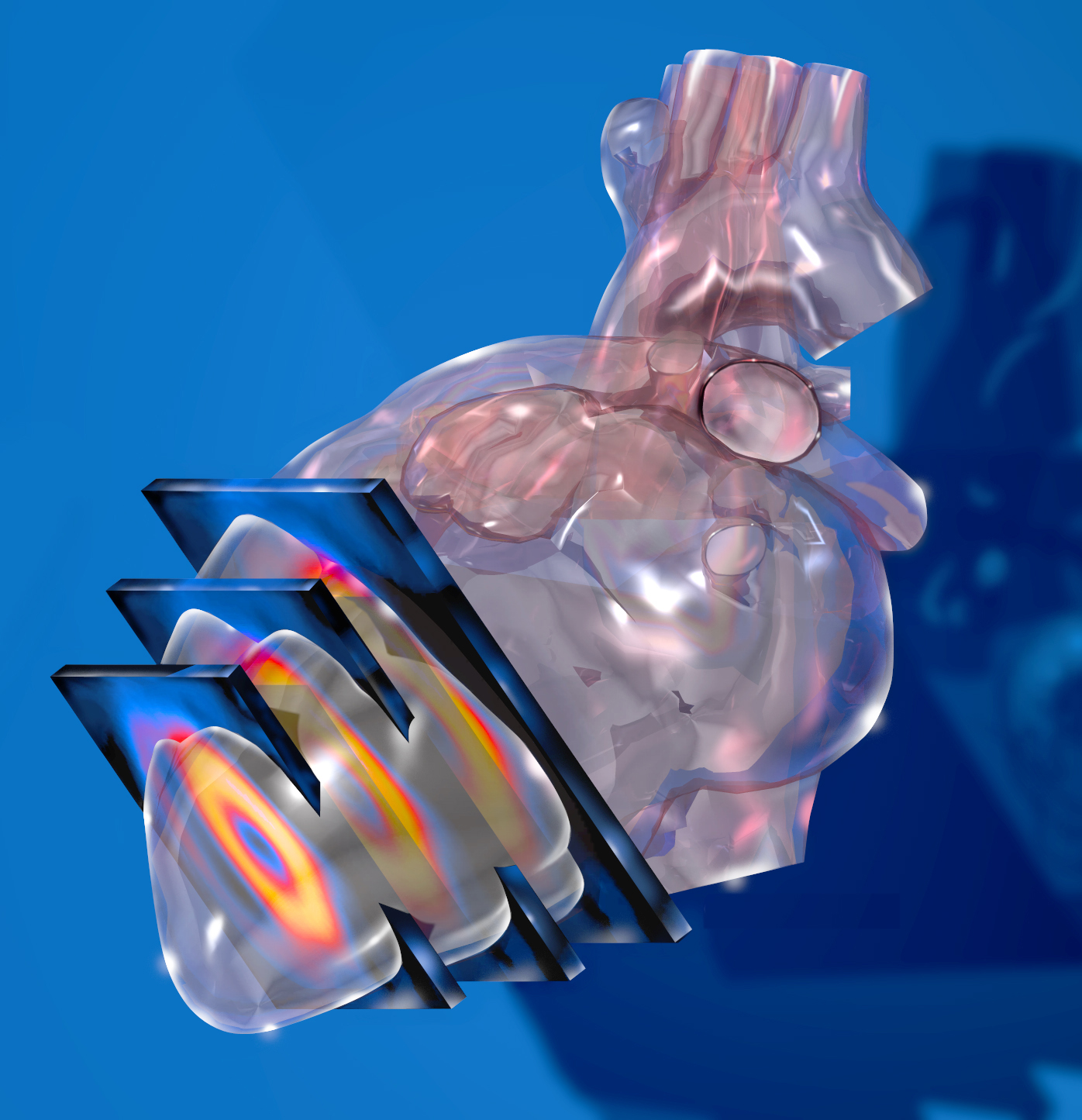
Schema che mostra la ricostruzione di una SPECT cardiaca lungo l'asse corto dell'organo

Il paziente deve essere a digiuno da almeno 8 ore prima dell'acquisizione dell'esame. Nei paesi anglosassoni è comune acquisire le immagini sotto stress utilizzando traccianti tecneziati e il tallio a riposo. Questa tecnica ha il vantaggio di usare al meglio le caratteristiche dei 2 traccianti, ma al contempo comporta il confronto di emissioni gamma con energie differenti.
La refertazione viene fatta poi ricostruendo le immagini nello spazio 3D. Dopo riallineamento vengono poi analizzate sia a occhio nudo che con l'ausilio di speciali algoritmi da parte del medico nucleare. Per mappare le aree ipoperfuse si usa uno schema di suddivisione della parete ventricolare che si basa su uno standard internazionale. Oltre alle ricostruzioni ottenute "affettando" il ventricolo sinistro nei 3 assi dello spazio (asse corto, asse lungo orizzontale e asse lungo verticale) esiste una quarta ricostruzione chiamata bull's eye ("occhio di toro" in inglese) ottenuta "schiacciando" il ventricolo lungo l'asse corto. Questa visualizzazione è utile per ottenere una visione più d'insieme dell'intero organo.

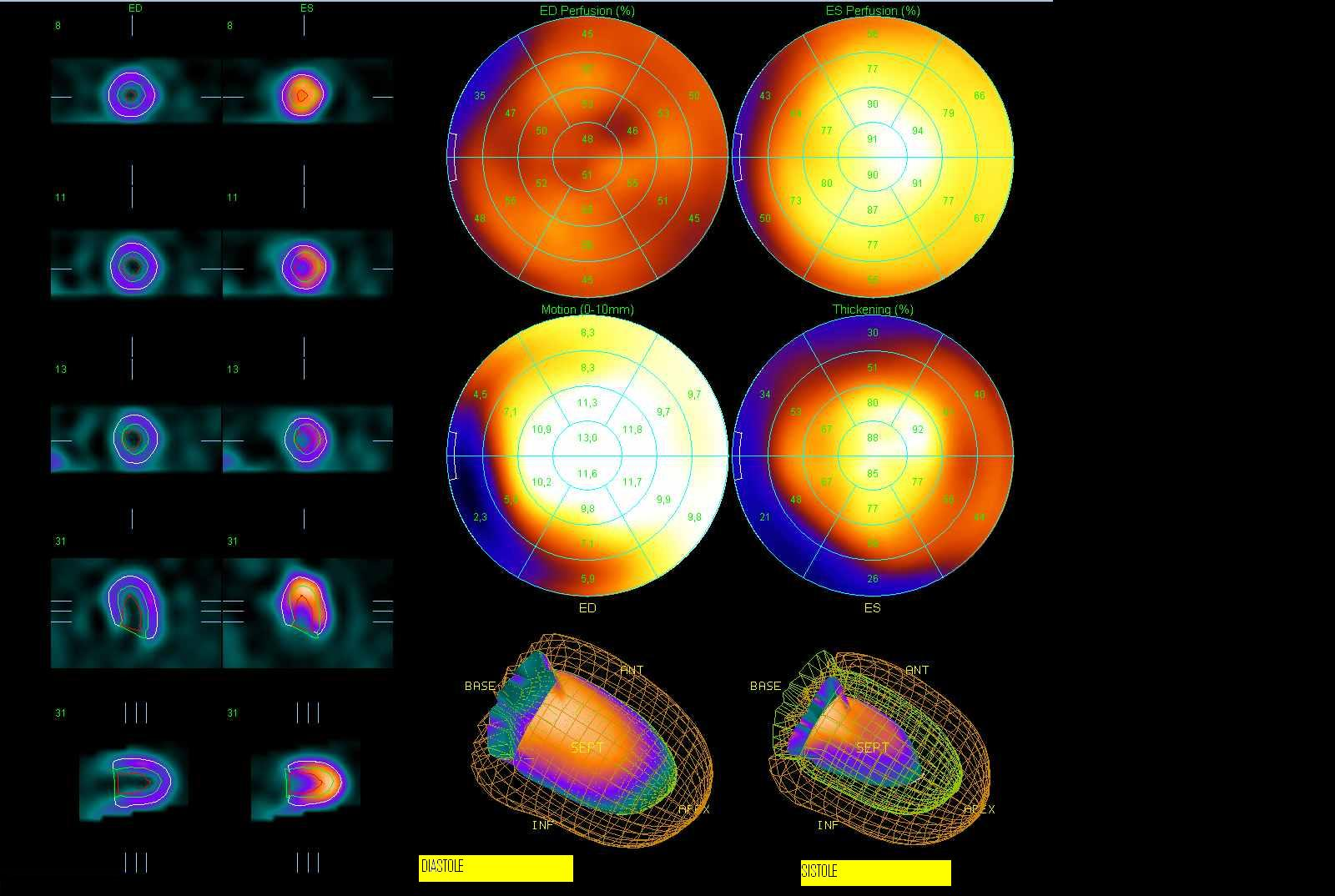
Ricostruzioni bull's eye e rendering 3D in telediastole e telesistole

### AcquisizionegatedECG
Spesso l'acquisizione delle immagini è fatta impiegando la tecnica gated che sincronizza l'ottenimento delle immagini con l'elettrocardiogramma. Questa tecnica non solo riduce gli artefatti, ma consente anche di studiare la cinetica del ventricolo sinistro, calcolare la frazione di eiezione e altri parametri come lo spessore ventricolare (anche a livello regionale). Per essere attuata, richiede che il paziente non presenti aritmie o grosse variazioni del ritmo, altrimenti la sincronizzazione fallisce e la macchina "rigetta" i battiti, facendo perdere dati al momento dell'acquisizione (alcune macchine sono comunque in grado di recuperarli e usarli per un'indagine non-gated).

### Correzione per l'attenuazione ed artefatti
L'attenuazione fotonica è dovuta all'interposizione di tessuti corporei (dotati di una loro radiopacità) fra il cuore e la gamma camera. Nel sesso femminile la causa più frequente sono le mammelle che possono portare a una falsa ipocaptazione rilevata in sede anteriore (questa può anche cambiare sede anche a seconda del differente posizionamento delle stesse). Nel maschio invece è possibile osservare un'area di ipocaptazione inferiore dovuta al diaframma. Per effettuare un migliore calcolo di questo fenomeno, in commercio sono presenti macchine SPECT-TC dove l'acquisizione TC serve a stimare la densità dei tessuti corporei analizzati.
Altro fenomeno che può causare artefatti è il movimento del paziente durante l'acquisizione. Inoltre a volte può capitare che anse intestinali alte o la colecisti trattengano parte del farmaco, disturbando la visualizzazione del cuore. Nel primo caso può essere utile far bere al paziente acqua (meglio se gassata) per velocizzare il wash out della sostanza, mentre nel caso in cui sia la colecisti a trattenere la molecola, un pasto grasso può aiutare a farla svuotare.

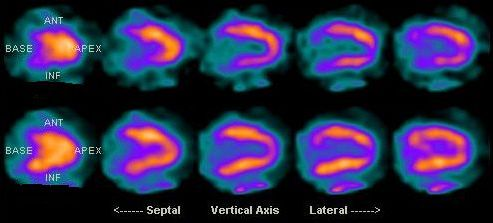
Lo stesso esame scintigrafico elaborato (in alto) senza correzione per l'attenuazione e (in basso) mediante l'uso di tale correzione

Anche il movimento del diaframma può comportare uno spostamento del cuore, così come alcune patologie cardiache come l'ipertrofia (che può presentare aree più calde del normale) o il blocco di branca sinistro che può portare a un quadro di ipocaptazione antero-settale. Anche malfunzionamenti delle macchine possono produrre immagini falsamente alterate.

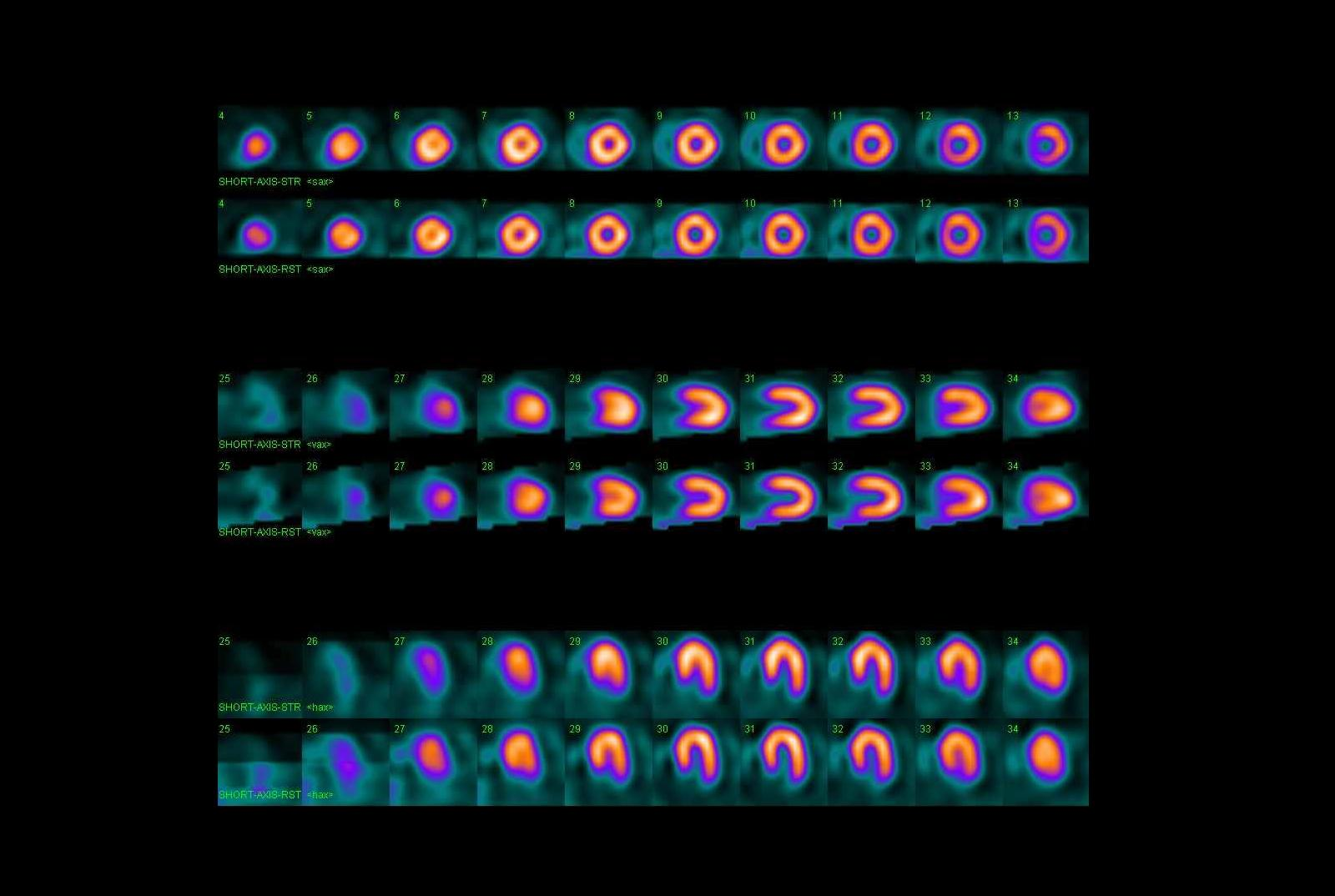
Distribuzione normale ed omogenea del radiofarmaco ^{99m}Tc-MIBI nel ventricolo sinistro

### Gamma camere cardiodedicate
Recentemente sono entrati in commercio nuovi modelli di gamma camera specificatamente dedicati allo studio del cuore. Queste nuove macchine permettono di ottenere immagini di qualità superiore (migliore risoluzione spaziale e di contrasto, con conseguente miglior valutazione della motilità cardiaca e della frazione di eiezione) riducendo nel contempo l'attività di radiofarmaco somministrata al paziente. Questo netto miglioramento di performance è stato reso possibile grazie all'utilizzo di cristalli semiconduttori CZT (Cadmio-Zinco-Tellurio) associati a speciali collimatori pin-hole che permettono anche la costruzione di rilevatori più piccoli (che possono essere incorporati anche in una poltrona anziché in un lettino, molto utili in caso il paziente sia claustrofobico). Questo nuovo tipo di rilevatori consente inoltre di misurare direttamente il flusso coronarico iniettando il radiofarmaco dopo aver posizionato il paziente nella macchina, eventualmente eseguendo anche uno stress farmacologico, (in modo simile alla PET cardiaca con traccianti di perfusione) in quanto le acquisizioni fatte da queste macchine sono già nativamente volumetriche anziché planari. Altra caratteristica interessante di queste apparecchiature è data dalla risoluzione energetica dei rilevatori, che è nettamente superiore a quella delle gamma camere tradizionali. Grazie a questa caratteristica è possibile eseguire in contemporanea acquisizioni con isotopi diversi; ad esempio somministrando nello stesso momento un tracciante tecneziato e la 123I-metaiodobenzilguanidina per lo studio del sistema simpatico cardiaco, oppure eseguendo a breve distanza di tempo un'acquisizione sotto stress con un tracciante tecneziato ed un'acquisizione a riposo col tallio-201; senza il rischio di sovrapposizione fra le due immagini.

### Quadri patologici e normali
Di norma i polmoni non sono visualizzabili alla SPECT miocardica (la loro presenza indica malattia coronarica multivasale) e il ventricolo destro lo è al massimo solo debolmente (è ben visibile nei casi di sua ipertrofia). Inoltre il setto fibroso e il piano valvolare del cuore risultano di norma freddi, in quanto non contengono tessuto contrattile (e quindi consumano meno risorse metaboliche rispetto al resto del cuore).
Di norma, se un difetto di perfusione sotto stress persiste anche a riposo, ci si trova dinanzi a un'area necrotica. Al contrario, nel caso in cui le immagini sotto stress in un determinato punto siano ipocaptanti e a riposo invece no, si può parlare di ischemia inducibile nel caso si sia usato un test da sforzo. Nel caso sia stato usato il dipiridamolo si parla invece di distribuzione non uniforme inducibile (in quanto non si induce un'ischemia di norma con questi farmaci).
Captazioni extracardiache di tracciante non fisiologiche e focali (es. polmonari) possono essere anche secondarie a neoplasie e pertanto vanno indagate con ulteriori accertamenti.

## Accuratezza della SPECT miocardica
La scintigrafia miocardica è ampiamente utilizzata per valutare la perfusione del tessuto miocardico nei pazienti coronaropatici. Rispetto alla coronarografia infatti questo tipo di esame è meno operatore-dipendente e soprattutto vede l'irrorazione del tessuto (al contrario della coronarografia che visualizza il grado di stenosi dei vasi, quadro che non sempre correlato col deficit perfusorio). In un terzo dei casi la coronarografia viene eseguita su pazienti con coronarie senza alterazioni. L'analisi SPECT con tallio è migliore dell'imaging planare e la metodica semi-quantitativa è migliore dell'analisi visiva. La tipologia di tracciante sembra invece non influenzare in modo significativo i risultati della metodica, ma l'uso di quelli tecneziati da migliori risultati in pazienti obesi o con mammelle voluminose in quanto forniscono: risoluzione migliore, maggior numero di conteggi e minore attenuazione rispetto al tallio.
Con le metodiche gated è possibile analizzare vari parametri come la cinesi cardiaca e lo spessore della parete nelle varie fasi del ciclo cardiaco. Alterazioni dello spessore possono far pensare a un infarto o a quadri come il miocardio stordito. Nel caso di infarto tali parametri non variano nell'acquisizione a riposo. I movimenti rilevati con la tecnica gated sono correlabili con quelli rilevabili dall'ecocardiografia.
Anche la severità della malattia del paziente può influenzare l'esito dell'esame. Pazienti coronaropatici da tempo infatti avranno una vascolarizzazione più compromessa, quindi il loro esame sarà più facilmente positivo. Anche il numero di vasi alterati influenza i risultati. La sensibilità infatti cresce all'aumentare del numero di vasi coinvolti da circa l'85% al 95% se sono coinvolti tutti e tre i rami principali. Anche l'entità della stenosi è critica nel determinare la positività. Se la stenosi è severa questa è oltre il 70%, altrimenti scende al 63%. I vasi più spesso riconosciuti come stenotici sono la discendente anteriore e la coronaria destra all'analisi visiva; mentre la metodica semi-quantitativa funziona meglio per la destra e la circonflessa. Indici di malattia trivasale sono, oltre ai deficit diffusi alle aree coinvolte, anche la captazione polmonare del radiofarmaco e la dilatazione transitoria del lume ventricolare sinistro dopo sforzo.

### Confronto con l'ECG sotto sforzo
L'elettrocardiogramma sotto sforzo ha una sensibilità del 68% e una specificità del 77%. Anche la scintigrafia miocardica sotto sforzo ha caratteristiche simili, inoltre la metodica medico nucleare rispetto all'ECG ha il vantaggio di non essere influenzata dalle anomalie del tratto ST. Il valore predittivo positivo dell'ECG sotto sforzo aumenta con il numero di vasi coinvolti da stenosi ed è inferiore nelle donne rispetto agli uomini, mentre per quello negativo vale il contrario, in relazione alla differente prevalenza della patologia nei 2 sessi. Anche in pazienti con disturbi del ritmo o ipertrofia ventricolare sinistra il sottoslivellamento del tratto ST può avere basso valore; così come il non raggiungimento della frequenza cardiaca massimale. Nella metodica medico nucleare quest'ultimo problema può essere superato simulando uno sforzo farmacologicamente.
Analogamente, anche l'uso di terapie coronaroattive può influire sull'esito dell'esame: calcio antagonisti e beta bloccanti lo fanno riducendo la domanda di ossigeno cardiaca e la frequenza; ciò può provocare il non rilevamento di aree fornite da vasi stenotici. Inoltre nei pazienti coronaropatici, assieme ai nitrati, influiscono sulla comparsa del tipico sottoslivellamento del tratto ST all'ECG. In generale la metodica medico-nucleare mostra comunque una sensibilità maggiore in queste condizioni rispetto al solo ECG.
I circoli collaterali che riforniscono aree con vasi tributari stenotici provocano il non rilevamento del difetto di perfusione dovuto alla stenosi. Anche il blocco di branca sinistro può influire sul rilevamento, in quanto nei pazienti affetti da questa patologia lo spessore del setto interventricolare è diminuito e la pressione interventricolare aumentata, così come le resistenze periferiche. Queste anomalie possono produrre alterazioni di flusso dovute a variazioni della contrattilità, indipendenti dall'ischemia. In particolare l'asincronia settale può produrre compressione dei vasi che irrorano questa zona (in questi casi l'esame mostrerà dei falsi cali perfusori a livello antero-settale, con associata ridistribuzione del flusso negli altri distretti). In tali casi è impossibile diagnosticare l'ischemia in questi pazienti se non ricorrendo ai test con dipiridamolo o adenosina.

### Presenza o assenza di malattia coronarica
Come per ogni test diagnostico, i valori predittivi positivo e negativo dipendono dalla prevalenza della patologia nella popolazione esaminata. Il teorema di Bayes permette anche di stimare i valori di sensibilità e specificità di test combinati. Quindi per eseguire il test con le indicazioni giuste è necessario creare protocolli che tengano conto della probabilità pre-test che la malattia sia presente nei soggetti in esame. Per stimare questo valore si dovrebbe tener conto di alcune covariate che correlino con la patologia coronarica. All'atto pratico, pazienti con un'elevata probabilità pre-test (>68%) presentano di solito dolore anginoso tipico (dolore toracico tipico della malattia ischemica) e un test da sforzo positivo. In tali casi va sempre eseguita una coronarografia dopo la SPECT miocardica, qualunque risultato questa mostri in quanto la metodica medico-nucleare mostra le aree ischemiche ma non permette di ottenere informazioni sui vasi da trattare. Se invece i sintomi sono atipici o non sono presenti la SPECT miocardica può costituire una valida alternativa non invasiva alla coronarografia. In tali casi se la SPECT sotto sforzo mostrerà anomalie che scompaiono a riposo, la coronarografia è fondamentale per pianificare una possibile rivascolarizzazione percutanea.
Se il paziente presenta dolore anginoso atipico, accompagnato da presenza di fattori di rischio coronarico, la probabilità pre-test è bassa (10-25%). in tali casi la presenza di un test da sforzo negativo porta la probabilità di malattia a <10%, rendendo vani ulteriori approfondimenti diagnostici.
Nei casi con probabilità pre-test di malattia intermedia (25-68%), come i soggetti con sintomi anginosi dubbi o quelli asintomatici con test da sforzo positivo, la scintigrafia miocardica va sempre eseguita.

### Prognosi e rischio cardiovascolare
Non tutti i pazienti sottoposti a rivascolarizzazione percutanea possono trarre beneficio dal trattamento. La scintigrafia miocardica consente di identificare, con una metodica non invasiva, i migliori candidati a questa metodica terapeutica, isolando pazienti che possono trarre beneficio solo dalla terapia medica. In particolare i pazienti con un esame scintigrafico normale presentano una probabilità molto bassa di contrarre un infarto entro un anno dalla diagnosi (<1%), confrontabile con quella della popolazione generale. Analogamente, se l'imaging relativo al paziente è normale, la prognosi non è dissimile dal caso precedente anche in presenza di gravi alterazioni vasali o test da sforzo positivo. Inoltre è l'esame che fornisce il migliore contributo diagnostico se associato sia allo stesso test da sforzo sia alla coronarografia. Il confronto fra l'imaging sotto stress e quello a riposo poi è molto utile per dedurre quali pazienti trattare efficacemente e quali no (sono da trattare i pazienti che presentano alterazioni sotto stress che scompaiono a riposo) in quanto le immagini correlano anche con la presenza di tessuto vitale, ma disfunzionale. In particolare, nelle 24 ore post-infarto, la SPECT miocardica con dipiridamolo è in grado di identificare i pazienti ad alto rischio per altri eventi ischemici durante il ricovero o dopo la dimissione, in quanto permette di osservare i fenomeni di ridistrubuzione del flusso coronarico nel post-ischemia. Questi dati non si possono ottenere tramite prove angiografiche. Anche nei tempi successivi l'evento ischemico, in pazienti con angina ricorrente l'imaging perfusorio rimane utile per identificare pazienti al alto rischio, risultati meno brillanti si hanno coi pazienti a basso rischio. In presenza di infarto non-Q all'ECG tali metodiche hanno dimostrato che nel 30-40% dei pazienti è ancora presente miocardio vitale nelle zone colpite.
Nei pazienti con angina instabile o trattati è anche necessario decidere se utilizzare unicamente la terapia medica, o se optare anche per trattamenti più invasivi; anche il tali casi l'imaging perfusorio è utile nel processo decisionale. Analogamente i pazienti trattati con la terapia trombolitica possono essere con questo esame sorvegliati nel tempo. L'acquisizione gated fornisce informazioni sulla cinetica ventricolare. In particolare la frazione di eiezione a riposo, rilevabile con queste metodiche, è uno dei più importanti indici prognostici per la mortalità dovuta ad eventi cardiovascolari, così come la diminuzione di questo valore all'esercizio. In pazienti con tale caratteristica si è visto che i trattamenti di rivascolarizzazione migliorano la prognosi, cosa che non accade nei pazienti dove lo sforzo fa aumentare la frazione di eiezione. Inoltre nel post infarto, se tale parametro è <35%, il rischio di morte da eventi cardiaci è incrementato. L'incremento di <5% di tale parametro con lo sforzo in questi pazienti ha una sensibilità del 95% e una specificità del 96% nel rilevare un rischio cardiovascolare elevato.
Anche pazienti candidati a interventi di chirurgia vascolare non cardiaca o ad altri interventi chirurgici possono essere stratificati con questa metodica per stimare il rischio cardiovascolare perioperatorio. In tali casi, la scintigrafia miocardica è utile soprattutto nei pazienti a rischio intermedio (presenza di 1-2 fattori di rischio) piuttosto che in quelli ad alto o basso rischio cardiovascolare. La presenza di difetti reversibili in questi pazienti correla con un tasso di sopravvivenza del 50% a lungo termine.

## Ricerca del miocardio vitale
La definizione di miocardio vitale identifica una regione cardiaca con funzione e flusso ridotti, ma ancora metabolicamente attiva. Dal punto di vista fisiopatologico, entro questa definizione, è possibile distinguere il miocardio stordito e il miocardio ibernato. Il primo caso è conseguenza di un evento ischemico recente risoltosi spontaneamente o dopo terapia, dopo il cui verificarsi il tessuto contrattile permane temporaneamente ancora ipofunzionante e con un metabolismo alterato nonostante il flusso sia stato ripristinato. Il miocardio ibernato invece è caratterizzato da un'alterata funzione conseguenza di una ipoperfusione cronica, probabilmente instaurata come meccanismo difensivo nei confronti dell'ischemia. In passato l'identificazione di tali regioni cardiache era effettuata mediante scintigrafia con 201Tl, in quanto questo elemento per entrare nei miocardiociti necessita di energia sotto forma di ATP, la cui disponibilità dipende dal metabolismo della cellula stessa. Il gold standard oggi disponibile è la PET cardiaca con FDG, ma è possibile ottenere buoni risultati anche mediante scintigrafia con farmaci tecneziati (ormai molto più diffusi del tallio) eseguendo l'esame prima sotto stress e poi a riposo dopo somministrazione di nitrati per via sublinguale o endovenosa. Essendo questi farmaci dei potenti vasodilatatori, con il loro utilizzo è possibile dilatare anche le aree tributarie di vasi stenotici, rendendo più evidente sulle immagini eventuali differenze di flusso fra l'acquisizione sotto stress e quella a riposo secondarie alla stenosi stessa.

## Altre tecniche scintigrafiche

### Angiocardioscintigrafia all'equilibrio
È una tecnica che era utilizzata molto prima dell'introduzione dell'ecocardiogramma e delle tecniche gated in cardioscintigrafia. Fornisce precise informazioni sulle funzioni ventricolari. Si effettua marcando i globuli rossi del paziente con tecnezio (operazione che può essere fatta sia in vivo iniettando il radiofarmaco sia in vitro marcando i globuli in 10 mL di sangue prelevati e poi reiniettandoli. Questo consente di ottenere rese di marcatura un po' più elevate). Le immagini vengono poi acquisite con una gamma camera posizionando il paziente con il braccio sinistro alzato e inclinato di 45° per meglio discriminare i due ventricoli. Al momento della refertazione vengono poi selezionate due regioni di interesse a livello dei 2 ventricoli in modo da ottenere dati valutabili sia visivamente dall'operatore sia tramite computer utilizzando appositi programmi, anche visualizzando il cuore in movimento. Oltre l'acquisizione basale, se necessario possono essere eseguite anche acquisizioni sotto sforzo.

#### Accuratezza della tecnica
Questo esame esclude la presenza di deficit coronarico se la frazione di eiezione che rileva è >50% e mostra un incremento sotto sforzo di almeno il 5% senza anomalie della cinesi. Nei pazienti sintomatici tale metodica presenta una sensibilità del 90% e una specificità del 73%. Il valore di sensibilità è simile all'imaging cardiaco di perfusione, mentre la specificità è più bassa rispetto a quest'ultima metodica. Quattro variabili indipendenti correlano con la presenza di patologia multivasale o del tronco comune; queste sono il sesso maschile, l'ammontare del doppio prodotto, della frazione di eiezione e del sottoslivellamento del tratto ST. Nelle donne la tolleranza alla sforzo di solito è minore e questo può portare a non avere un aumento della frazione di eiezione, abbassando la specificità del test. La frequenza cardiaca poi può influenzare la sensibilità. Di norma lo sforzo va incrementato in modo lento, in quanto un incremento troppo rapido porta a un calo della frazione di eiezione anziché a un incremento. Anche la terapia coronaroattiva può influenzare l'esito del test come descritto per l'esame precedente così come la presenza di circoli collaterali. L'esame poi può essere in questo caso condotto sia in posizione supina che eretta indifferentemente. Da notare come, oltre alla cardiopatia ischemica anche altre variabili possono produrre alterazioni della cinesi (altre patologie cardiache, farmaci, età, sesso femminile).

### Scintigrafia con marcatori di necrosi
Le aree di necrosi, che contengono calcio libero, possono essere evidenziate usando pirofosfati marcati che lo legano. Per far in modo che il fissaggio avvenga ovviamente il tessuto necrotico deve avere almeno un minimo livello di perfusione. Quindi se l'area infartuata è molto estesa, l'immagine ottenuta sarà "positiva" per la zona più vicina a quella normale e "negativa" nella zona centrale. I pirofosfati sono usati anche per la scintigrafia ossea, quindi anche lo scheletro del torace sarà visibile con questa tecnica; ma se sono presenti aree di necrosi queste avranno una captazione maggiore dell'osso. Questo tipo di esame è positivo solo 24-48 ore dall'evento ischemico (in quanto la necrosi per comparire nel tessuto come tale impiega tempo), prima e dopo questo lasso di termine l'esame sarà negativo anche in sua presenza. Questo inconveniente limita fortemente l'utilizzo di questa tecnica.

### Scintigrafia con MIBG per lo studio dell'innervazione cardiaca

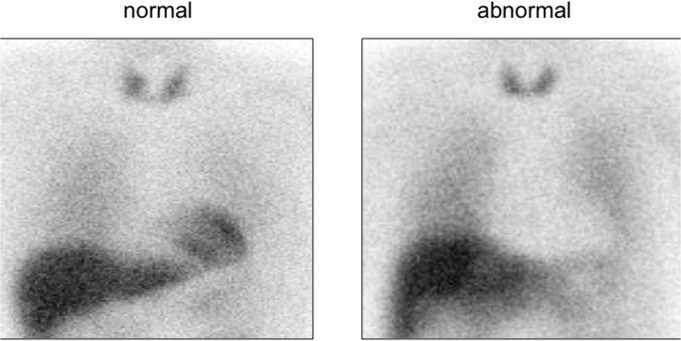
Scintigrafia miocardica con ^{123}I-MIBG normale (a sinistra) e patologica (destra). Nell'immagine a destra non risulta evidente captazione di radiofarmaco a livello cardiaco

Si usa in tal caso metaiodobenzilguanidina marcata con iodio-123. Questa sostanza si lega, oltre che alle localizzazioni dei tumori secernenti catecolamine, anche alle sinapsi postgangliari del sistema simpatico afferente al cuore, permettendone la visualizzazione. Le immagini possono essere anche rilevate a distanza di tempo per stimare il wash-out del tracciante mentre tramite tecnica SPECT è anche possibile definire le zone di miocardio con i deficit se presenti. Una perdita di captazione di questo tracciante si può avere dopo un evento ischemico (in tali casi una SPECT è spesso indispensabile per evidenziare un difetto settoriale), nella cardiomiopatia dilatativa o nei diabetici. Anche in campo neurologico questo esame può avere implicazioni nella diagnosi differenziale fra malattia di Parkinson e demenza a corpi di Lewy (in cui la captazione a livello cardiaco è assente o diminuita) e parkinsonismi o demenza di Alzheimer (in cui l'innervazione simpatica cardiaca è conservata). È possibile anche eseguire un'analisi semiquantitativa della captazione cardiaca facendo il rapporto dei conteggi a livello di tale organo ottenuti mediante un'apposita ROI e dividendoli per quelli presenti a livello di una regione di Interesse posizionata sul mediastino. Il valore ottenuto viene poi confrontato con un cut-off di normalità.

## Altre indicazioni cliniche

### Cardiopatia ipertensiva
L'angiocardioscintigrafia a riposo permette di valutare globalmente la funzione ventricolare sinistra, e quindi permette di studiare l'ipertensione che soggiace all'ipertrofia cardiaca; mentre lo stesso studio sotto sforzo non è indicato in questi pazienti con coronaropatia in quanto variazioni della frazione di eiezioni sono comuni anche senza eseguire il test, specie in quelli con disfunzione diastolica ed ipertrofia ventricolare sinistra. Può essere utile invece in pazienti non coronaropatici che lamentano disturbi sotto sforzo ma, in ogni caso, il danno aterosclerotico con questa tecnica non è distinguibile da quello dovuto alla malattia di base. Questo esame è utile, e forse un po' più accurato, dell'ecocardiogramma nel rilevare i segni di rimodellamento e di ipertrofia dell'organo. Si è visto che alcuni farmaci come i beta-bloccanti, i calcio antagonisti e gli ACE inibitori, possono ridurre l'ipertrofia sul ventricolo. Le metodiche che consentono di stimare il riempimento ventricolari quindi possono essere molto utili per valutare la risposta del paziente alla terapia.

### Cardiomiopatie

#### Cardiomiopatia dilatativa
In questi pazienti l'angiocardioscintigrafia consente di rilevare le dimensioni cardiache e la cinesi regionale; fornendo al medico informazioni prognostiche e terapeutiche. Mentre l'imaging perfusorio è utile nella diagnosi differenziale con la cardiopatia ischemica. in tali pazienti, l'imaging perfusorio può mostrare di norma captazione disomogenea o piccole anomalie apicali dovute all'attenuazione dei fotoni gamma date dal sangue presente nel ventricolo. Di norma solo difetti ampi correlano con la diagnosi di cardiopatia ischemica.

#### Cardiomiopatia ipertrofica
L'osservazione clinica abbinata allo studio ecografico del cuore e all'elettrocardiogramma è sufficiente per la diagnosi; le metodiche medico-nucleari di norma non sono quindi necessarie. L'angiocardioscintigrafia è utile soprattutto per studiare in maniera più accurata rispetto alla metodica ecografica l'ipertrofia dell'organo (specie a livello apicale e del setto). Nell'imaging perfusorio spesso la cavità ventricolare si vede piccola, il miocardio capta molto e sono presenti anomalie non dovute a malattia coronarica.

#### Cardiomiopatia restrittiva
L'angiocardioscintigrafia è utile nei pazienti affetti per osservare la tipica disfunzione diastolica dovuta alla malattia. Di solito è normale osservare in questi pazienti anche deficit perfusivi. In pazienti selezionati tali tecniche essere utile per monitorare il decorso della patologia.

### Tossicità cardiaca da chemioterapia
La principale categoria di farmaci cardiotossici usati nella chemioterapia antitumorale è rappresentata dalle antraclicline. La tossicità cardiaca dovuta a questi farmaci può essere acuta o cronica, e può dare danno irreversibile anche prima della comparsa di segni di scompenso. Il danno poi è anche cumulativo: all'aumentare del numero di somministrazioni infatti i singoli danni causati dalle singole dosi si sommano fra loro. L'angiocardioscintigrafia è la metodica più utilizzata per stimare il danno cardiaco in questi pazienti (altre sono: l'ecocardiografia con dobutamina, la scintigrafia con MIBG, la scintigrafia con anticorpi anti-miosina marcati, la risonanza magnetica e la biopsia miocardica). Al momento non esiste un gold standard per questa condizione clinica. In ogni caso, tutti i pazienti che fanno uso di questi farmaci dovrebbero essere controllati (in particolare se il dosaggio è elevato, se hanno oltre 70 anni, se hanno altre patologie cardiache). L'esame andrebbe eseguito dopo la terza dose di farmaco (di solito prima le dosi somministrate sono basse e non si hanno danni irreversibili), prima del trattamento se soggetti a rischio e dopo 14 giorni dalla fine del trattamento per valutare gli effetti a lungo termine. Se la frazione di eiezione scende al di sotto del 50% va considerata l'opzione di sospendere o cambiare la terapia.

### Trapianto cardiaco
Il rigetto del trapianto cardiaco è distinto in una forma acuta e in una cronica. Nell'acuto la disfunzione è soprattutto diastolica e, se rilevata precocemente, mediante un potenziamento della terapia immunosoppressiva è possibile migliorare la prognosi del paziente. La biopsia miocardica è l'esame gold standard ma è anche molto rischiosa e costosa. Altri esami utili sono la valutazione dell'ampiezza complesso QRS all'ECG e la misurazione della massa cardiaca e della compliance con l'ecocardiogramma, che però mostrano segni solo a rigetto avanzato; mentre l'ecografia Doppler e l'angiocardioscintigrafia possono dare evidenzia più precoce, pur comunque rimanendo necessari ulteriori accertamenti. Altre tecniche medico-nucleari includono la scintigrafia con linfociti marcati (che però è aspecifica, essendo positiva anche in molti altri processi infiammatori, specie da CMV e toxoplasma). Altra metodica impiega l'uso di anticorpi anti-miosina marcati.

### Patologie valvolari
L'esame principale utilizzato in queste patologie è l'ecocardiografia doppler. L'angiocardioscintigrafia è poco utilizzata, riservata solo a quei casi dove non siano ottenibili con la metodica precedente delle buone immagini per una cattiva finestra acustica o dove tale esame è dubbio. L'accuratezza della metodica medico-nucleare e della metodica ecografica sono comunque sovrapponibili. Tali esami sono utili per capire se sottoporre il paziente a un intervento di sostituzione valvolare. In particolare nell'insufficienza aortica se la frazione di eiezione scende sotto il 45%. Altro uso di questi esami è nel follow up del paziente post intervento o durante la terapia medica.

### Cardiopatie congenite

#### Shunt destro sinistro
In questi casi l'angiocardioscintigrafia mostra un'elevata persistenza dell'attività a livello del ventricolo destro e dei polmoni, mentre a livello delle cavità sinistre l'attività rimane bassa. Questo vale per numerose patologie come: pervietà del dotto arterioso di Botallo difetti interatriali e interventricolari, il ritorno anomalo dei vasi polmonari e gli shunt destro-sinistra usati per correggere molte cardiopatie congenite. L'entità dello shunt è calcolata disegnando una ROI polmonare e facendo il rapporto del valore di intensità di questa con il valore relativo al circolo sistemico. Se tale rapporto è maggiore di 1,3, il risultato correla molto bene con quello ottenibile dal metodo ossimetrico; ma perché tale condizione sia valida il tracciante andrebbe somministrato in un bolo unico, preferibilmente tramite la vena giugulare destra. I risultati più attendibili con questa metodica sono quelli che mostrano uno shunt di entità compresa fra il 16% e il 66% della portata polmonare.

#### Shunt sinistro destro
In tali patologie il quadro osservato sarà opposto al precedente. In tal caso si usa di norma albumina marcata con tecnezio che va ad accumularsi, solo se lo shunt è presente a livello sistemico (cervello e altri organi splancnici) invece che a livello polmonare (come avviene quando si esegue una scintigrafia perfusoria polmonare).

#### Valutazione cardiaca
Anche in questi casi l'angiocardioscintigrafia è in grado anche di valutare la funzione cardiaca, mentre la scintigrafia perfusoria può rilevare anomalie nella distribuzione del flusso coronarico. In ogni caso le metodiche medico-nucleari, a causa della loro scarsa risoluzione spaziale rispetto all'ecocardiografia, sono una metodica di seconda scelta rispetto a questa.